# Mario de Jesús Báez
Mario César de Jesús Báez (* 18. August 1924 in San Pedro de Macorís; † 11. September 2008) war ein dominikanischer Komponist und Musikverleger.
De Jesús begann in frühen Jahren, Essays und Artikel über Kunst und Musik zu schreiben. Seine erste musikalische Ausbildung erhielt er bei Pablo Bello, dem Leiter der Kapelle seiner Heimatstadt. 1946 ging er als Redakteur der Revista Musical nach New York. Dort arbeitete er als Korrespondent für verschiedene lateinamerikanische Zeitschrift und begann ein Musikstudium. 1950 wurde er Musikredakteur bei Peer International. Seinen ersten Erfolg als Komponist hatte er mit No toques ese disco, interpretiert von Bienvenido Granda und den Sonora Matancera. Es folgte 1954, gesungen von Virginia López, Ya la pagarás.
1959 übersiedelte er nach Mexiko. Dort entstanden Boleros wie  Ya tú verás (mit Virginia López) und Ayúdame Dios mío (mit María Elena Sandoval). Insgesamt komponierte de Jesús etwa dreihundert Lieder, darunter Que se mueran de envidia (mit Manolo Muñoz und Javier Solís), Qué manera de llorar (mit Felipe Pirela), El infierno (mit Javier Solís und Julio Jaramillo), La trampa (mit Olimpo Cárdenas und Julio Jaramillo), El Cha Cha Cha Flamenco (mit Pérez Prado und Las Hermanas Navarro) sowie Cuidadito, cuidadito (mit María Victoria). Weitere Interpreten seiner Lieder waren u. a. Toña la Negra, Juan Mendoza, Olga Guillot, Antonio Prieto, Amalia Mendoza La Tariácuri, Julio Iglesias, Alberto Vázquez Gurrola, María Luisa Landín, Flor Silvestre, Pérez Prado, Lucho Gatica, Vikki Carr, Lucía Méndez und Plácido Domingo.
1968 gründete de Jesús das Editorial Musical Latinoamericana (EMLASA), 1975 die Editora Leo Musical, wo ein bedeutendes Repertoire mexikanischer Musik erschien. Für sein Wirken wurde er vielfach ausgezeichnet, so 1950 mit dem Trofeo Ángel Viloria, einem New Yorker Preis für dominikanische Komponisten, 1959 dem Trofeo Farándula der gleichnamigen Zeitschrift, 1960 mit dem Trofeo Radiolandia für das Lied Ayúdame Dios mío, 1961 mit dem Trofeo Revista Teatral für das Lied Y..., 1979 in seinem Heimatland mit dem Premio El Dorado und 1981 in Venezuela mit dem El Guaicaipuro de Oro. Für Ni con la vida te pago (interpretiert von Vicente Fernández), erhielt er 1995 von der ASCAP den Preis für die herausragendste mexikanische Komposition des Jahres.